# Anopheles crawfordi
Anopheles crawfordi este o specie de țânțari din genul Anopheles, descrisă de Reid în anul 1953. Conform Catalogue of Life specia Anopheles crawfordi nu are subspecii cunoscute.